# Altiyan Childs

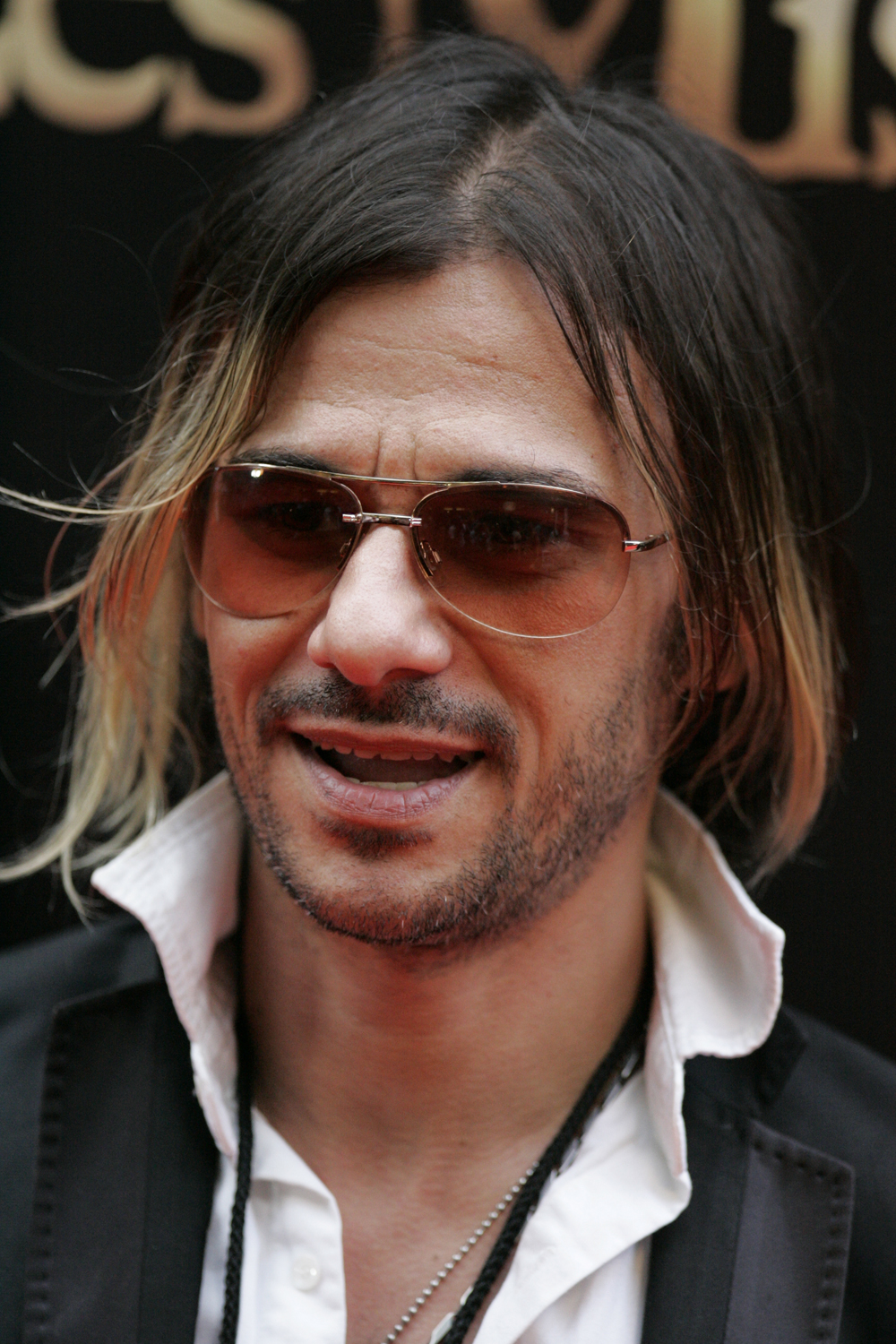
Altiyan Childs (2012)

Altiyan Childs (* 1975 in Mount Isa, Queensland) ist ein australischer Rocksänger. Er ist Gewinner der zweiten Staffel der Castingshow The X Factor in Australien.

## Werdegang
Childs wuchs in Sydney auf. Eine erste eigene Band rief er im Alter von 12 Jahren ins Leben. Später war er Mitglied der Band Masonia, mit der er in seinem Heimatland den Sprung in die Charts schaffte. Nach deren Auflösung arbeitete er als Staplerfahrer.
Im Herbst 2010 nahm er an der australischen Version von The X Factor teil und entschied den Wettbewerb in der Finalsendung am 22. November 2010 für sich. Mit dem Sieg erhielt er einen Plattenvertrag bei Sony Music Australia. Seine Debütsingle Somewhere in the World erschien am 22. November 2010 als Download.

## Diskografie

### Studioalben
| Jahr | Titel          | Höchstplatzierung, Gesamtwochen, AuszeichnungChartplatzierungen (Jahr, Titel, Platzierungen, Wochen, Auszeichnungen, Anmerkungen) | Höchstplatzierung, Gesamtwochen, AuszeichnungChartplatzierungen (Jahr, Titel, Platzierungen, Wochen, Auszeichnungen, Anmerkungen) | Anmerkungen                             |
| Jahr | Titel          | AU | NZ | Anmerkungen                             |
| ---- | -------------- | --- | --- | --------------------------------------- |
| 2010 | Altiyan Childs | AU3 Platin · (14 Wo.)AU | NZ3 Gold · (18 Wo.)NZ | Erstveröffentlichung: 10. Dezember 2010 |

### Singles
| Jahr | Titel Album                           | Höchstplatzierung, Gesamtwochen, AuszeichnungChartplatzierungen (Jahr, Titel, Album, Platzierungen, Wochen, Auszeichnungen, Anmerkungen) | Höchstplatzierung, Gesamtwochen, AuszeichnungChartplatzierungen (Jahr, Titel, Album, Platzierungen, Wochen, Auszeichnungen, Anmerkungen) | Anmerkungen |
| Jahr | Titel Album                           | AU | NZ | Anmerkungen |
| ---- | ------------------------------------- | --- | --- | ----------- |
| 2010 | Somewhere in the World Altiyan Childs | AU8 Gold · (6 Wo.)AU | NZ5 (4 Wo.)NZ |             |